# Стјепан Бабонић (надбискуп)
Стјепан Бабонић (умро 10. јула 1247. у Чазми) је био загребачки бискуп (1225-1247) и сплитски надбискуп (1242-1243).

## Биографија
Претпоставку да је Стјепан припадао великашкој славонској породици Бабонића изнео је Иван Кукуљевић Сакцински. Стјепан се школовао вероватно у Француској. Службу канцелара на двору угарског краља Андрије II Арпада преузео је 1224. године. Следеће године именован је загребачким бискупом. Тиме отпочиње обнова Загребачке бискупије. Стјепан је од краља Андрије 1229. године добио дозволу да убира десетину у сребру иако се ова краљева одлука противила одредбама Златне буле из 1222. године. Загребачки каноници добили су део прихода. Стјепан им је уз то уступио неке куће северно од катедрале. Тако је утемељио каснији Vicus canonicorum, данашњи загребачки Каптол. Стјепан је 1232. године основао чазмански Каптол и уз њега насеље Нову Чазму. Ту је подигао цркве Светог Дука, Блажене Девице Марије и Свете Магдалене. Доводи у Славонију доминиканце ради сузбијања патарена. Подржавао је крсташке походе угарских владара у Босни. У Иванић-Клоштру изградио је женски манастир и цркву Свете Марије за цистерците. Поред доминиканаца и цистерцита, Стјепан помаже и фрањевце. Загребачки и чазмански Каптол постају места за издавање и састављање исправа. Стјепан по угледу на владарску канцеларију оснива своју, бискупску канцеларију. У договору са херцегом Коломаном, настојао је спојити Загребачки бискупију и Сплитску надбискупију. Папа Гргур IX дао је дозволу уколико се Стјепан одрекне претензија на место сплитског надбискупа и уколико се сложи угарски надбскуп. Напад Татара и Коломанова и Гргурова смрт (1241) онемогућили су извршење Стјепановог плана. Стјепан је након смрти сплитског надбискупа 1242. године изабран за његовог наследника. Због отпора угарских надбискупа, Стјепан се мора одрећи титуле. Након татарске провале, Стјепан је подигао црквицу Светог Стјепана Првомученика у Загребу. Оснива насеље Nova villa Zagrabie коме припаја стари Vicus Latinorum (данашња Влашка улица). Наложио је састављање Liber questionum et sententiarum (1245). Исте године папа Иноћентије IV доноси одлуку којом забрањује свима, сем папи лично, да смени или екскомуницира загребачког бискупа. Тома Архиђакон помиње Стјепана у својој хроници. Описује га као богатог и частохлепног. Помиње га и Јован Архиђакон Горички.